# My Mother Dreams the Satan's Disciples in New York
My Mother Dreams the Satan's Disciples in New York é um filme de drama em curta-metragem estadunidense de 1999 dirigido e escrito por Barbara Schock e Rex Pickett. Venceu o Oscar de melhor curta-metragem em live action na edição de 2000.

## Elenco
- Helen Stenborg - Marian
- Patricia Dunnock - Paula
- Scott Sowers - Prospect Biker
- Mickey Jones - Head Biker
- Suzanne Cryer - Marika
- Ilia Volokh - Taxi Driver
- Don Gettinger - Chefe da Paula
- Steve Bonge - Lead Biker